# Papyrus Oxyrhynchus 5101

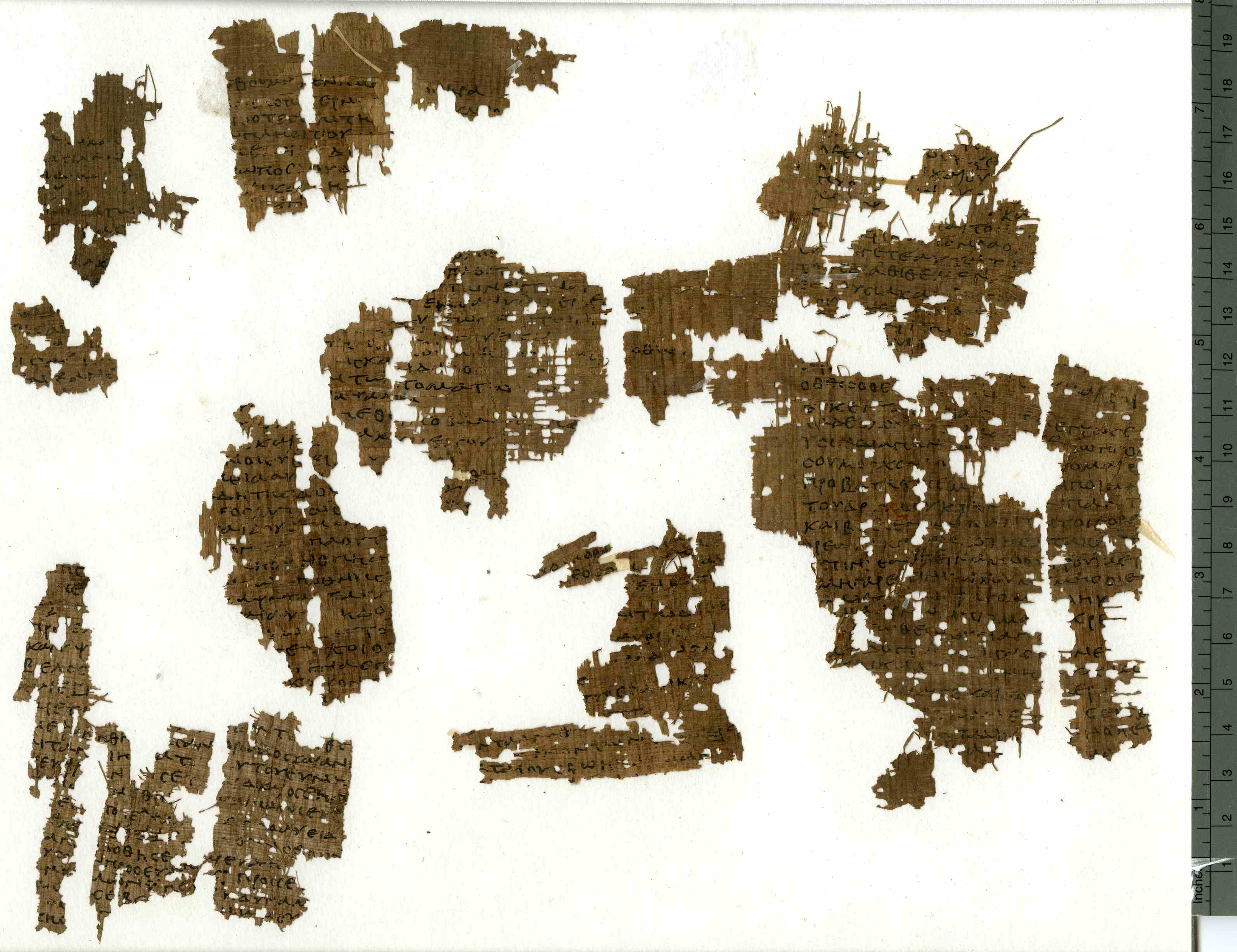
Die Fragmente des Papyrus Oxyrhynchus 5101

Papyrus Oxyrhynchus 5101 (auch P.Oxy.LXXVII 5101; LDAB 140272; Rahlfs 2227) umfasst mehrere Fragmente einer Papyrusrolle, die Texte der griechischen Fassung des Alten Testaments (Septuaginta) enthielt. Die Stücke wurden in Oxyrhynchos gefunden und enthalten Psalmen 26,9–14; 44,4–8; 47,13–15; 48,6–21; 49,2–16; 63,6–64,5 entsprechend der Nummerierung der Septuaginta in Koinegriechischer Fassung. Heute gehören die Fragmente zur Sammlung der Bodleian Art, Archaeology and Ancient World Library in der Bibliothek der University of Oxford.
Die Handschrift wird paläographisch auf die Zeit zwischen 50 v. Chr. und 150 n. Chr. datiert. Im Text wird zur Darstellung des Namens Gottes das Tetragrammaton (JHWH) in althebräischer Schrift verwendet.